# Список комедійних науково-фантастистичних фільмів
Нижче наведений список кінострічок, що поєднують в собі елементи наукової фантастики та комедії.

## Список

### 1900-ті
| Назва               | Рік  | Країна  | Режисер     |
| ------------------- | ---- | ------- | ----------- |
| «Подорож на Місяць» | 1902 | Франція | Жорж Мельєс |

### 1930-ті
| Назва            | Рік  | Країна | Режисер              |
| ---------------- | ---- | ------ | -------------------- |
| «Тільки уявіть»  | 1930 | США    | Девід Батлер         |
| «Інша дика ідея» | 1934 | США    | Чарлі Чейз Едді Данн |

### 1940-і
| Назва                                         | Рік  | Країна | Режисер                  |
| --------------------------------------------- | ---- | ------ | ------------------------ |
| «Невидима жінка»                              | 1940 | США    | Альберт Едвард Сазерленд |
| «Ебботт і Костелло зустрічають Франкенштейна» | 1948 | США    | Чарльз Бартон            |

### 1950-ті
| Назва                                                            | Рік  | Країна | Режисер                 |
| ---------------------------------------------------------------- | ---- | ------ | ----------------------- |
| «Еббот і Костелло зустрічають людину-невидимку»                  | 1951 | США    | Чарльз Лемонт           |
| «Ебботт та Костелло вирушають на Марс»                           | 1953 | США    | Чарльз Лемонт           |
| «Ебботт і Костелло зустрічають доктора Джекіла та містера Гайда» | 1953 | США    | Чарльз Лемонт           |
| «Атомний малий»                                                  | 1954 | США    | Леслі Герберт Мартинсон |
| «Маєш ракету? Уперед мандрувати»                                 | 1959 | США    | Девід Ловелл Річ        |

### 1960-ті
| Назва                               | Рік  | Країна          | Режисер          |
| ----------------------------------- | ---- | --------------- | ---------------- |
| «Розсіяний професор»                | 1961 | США             | Роберт Стівенсон |
| «Три дурники на орбіті»             | 1962 | США             | Едвард Берндс    |
| «Три дурники зустрічають Геркулеса» | 1962 | США             | Едвард Берндс    |
| «Миша на Місяці»                    | 1963 | Велика Британія | Річард Лестер    |
| «Божевільний професор»              | 1963 | США             | Джеррі Льюїс     |
| «Син Флабера»                       | 1963 | США             | Роберт Стівенсон |
| «Хто хоче вбити Джессі?»            | 1966 | Чехословаччина  | Вацлав Ворлічек  |
| «Аналітик президента»               | 1967 | США             | Тед Флікер       |
| «Барбарелла»                        | 1968 | Франція         | Роже Вадим       |
| «Комп'ютер у тенісних кросівках»    | 1969 | США             | Роберт Батлер    |

### 1970-ті
| Назва                                 | Рік  | Країна | Режисер                  |
| ------------------------------------- | ---- | ------ | ------------------------ |
| «Тепер ти його бачиш, тепер не бачиш» | 1972 | США    | Курт Расселл             |
| «Сплячий»                             | 1973 | США    | Вуді Аллен               |
| «Темна зірка»                         | 1974 | США    | Джон Карпентер           |
| «Молодий Франкенштейн»                | 1974 | США    | Мел Брукс                |
| «Найсильніша людина у світі»          | 1975 | США    | Вінсент МакІветі         |
| «Великий автобус»                     | 1976 | США    | Джеймс Фроулі            |
| «Залізні війни»                       | 1978 | США    | Ерні Фосселіус           |
| «Напад помідорів-убивць»              | 1978 | США    | Джон Де Белло            |
| «Кіт з відкритого космосу»            | 1978 | США    | Норман Токар             |
| «Зоряні війни: Святковий спецвипуск»  | 1978 | США    | Стів Біндер Девід Акомба |
| «Американофон»                        | 1979 | США    | Ніл Ізраїль              |
| «Непізнаний Літаючий Дивак»           | 1979 | США    | Расселл Мейберрі         |

### 1980-ті
| Назва                                 | Рік  | Країна                   | Режисер             |
| ------------------------------------- | ---- | ------------------------ | ------------------- |
| «Флеш Гордон»                         | 1980 | США Велика Британія      | Майк Годжес         |
| «Галаксіна»                           | 1980 | США                      | Вільям Сакс         |
| «Саймон»                              | 1980 | США                      | Маршалл Брікман     |
| «Робосерце»                           | 1981 | США                      | Аллан Аркуш         |
| «Жінка, що неймовірно зменшується»    | 1981 | США                      | Джоель Шумахер      |
| «Бандити часу»                        | 1981 | Велика Британія          | Террі Ґілліам       |
| «Гості з космосу»                     | 1981 | Чехословаччина Югославія | Душан Вукотич       |
| «Аероплан 2: Продовження»             | 1982 | США                      | Кен Фінкльмен       |
| «Великий м'ясоїд»                     | 1982 | Канада                   | Кріс Віндзор        |
| «Джекілл і Гайд... Знову разом»       | 1982 | США                      | Джеррі Белсон       |
| «Ляпас іншого роду»                   | 1982 | США                      | Стівен Пол          |
| «Голий космос»                        | 1983 | США                      | Брюс Кіммел         |
| «Людина з двома мозками»              | 1983 | США                      | Карл Райнер         |
| «Пригоди Бакару Банзая у 8-му вимірі» | 1984 | США                      | Волтер Ріхтер       |
| «Мисливці на привидів»                | 1984 | США                      | Айван Райтман       |
| «Крижані пірати»                      | 1984 | США                      | Стюарт Раффілл      |
| «Останній зоряний боєць»              | 1984 | США                      | Нік Касл            |
| «Ніч комети»                          | 1984 | США                      | Том Ебергард        |
| «Конфіскатор»                         | 1984 | США                      | Алекс Кокс          |
| «Сексмісія»                           | 1984 | Польща                   | Юліуш Махульський   |
| «Назад у майбутнє»                    | 1985 | США                      | Роберт Земекіс      |
| «Бразилія»                            | 1985 | Велика Британія          | Террі Ґілліам       |
| «Кокон»                               | 1985 | США                      | Рон Говард          |
| «Дослідники»                          | 1985 | США                      | Джо Данте           |
| «Бевзі з відкритого космосу»          | 1985 | Велика Британія          | Майк Годжес         |
| «Мій науковий проєкт»                 | 1985 | США                      | Джонатан Р. Бетуель |
| «Реаніматор»                          | 1985 | США                      | Стюарт Гордон       |
| «Справжній геній»                     | 1985 | США                      | Марта Кулідж        |
| «Чудернацька наука»                   | 1985 | США                      | Джон Г'юджес        |
| «Зубастики»                           | 1986 | США                      | Стівен Герек        |
| «Говард-качка»                        | 1986 | США                      | Вільярд Гайк        |
| «Кін-дза-дза!»                        | 1986 | СРСР                     | Георгій Данелія     |
| «Коротке замикання»                   | 1986 | США                      | Джон Бедем          |
| «Батарейки не додаються»              | 1987 | США                      | Метью Роббінс       |
| «Черрі-2000»                          | 1987 | США                      | Стів Де Джарнатт    |
| «Внутрішній космос»                   | 1987 | США                      | Джо Данте           |
| «Ідеальний чоловік»                   | 1987 | США                      | Сюзан Сейдельмен    |
| «Космічні яйця»                       | 1987 | США                      | Мел Брукс           |
| «Кокон: Повернення»                   | 1988 | США                      | Деніель Петрі       |
| «Зубастики 2: Основна страва»         | 1988 | США                      | Мік Ґерріс          |
| «Земні дівчата легкодоступні»         | 1988 | США                      | Джульєн Темпл       |
| «Клоуни-вбивці з космосу»             | 1988 | США                      | Стівен Чодо         |
| «Моя мачуха — іншопланетянка»         | 1988 | США                      | Річард Бенджамін    |
| «Коротке замикання 2»                 | 1988 | США                      | Кеннет Джонсон      |
| «Назад у майбутнє 2»                  | 1989 | США                      | Роберт Земекіс      |
| «Чудова пригода Білла і Теда»         | 1989 | США                      | Стівен Герек        |
| «Мисливці на привидів 2»              | 1989 | США                      | Айван Райтман       |
| «Люба, я зменшив дітей»               | 1989 | США                      | Джо Джонстон        |
| «Людина-омар з Марса»                 | 1989 | США                      | Стенлі Шефф         |

### 1990-ті
| Назва                              | Рік  | Країна                       | Режисер                |
| ---------------------------------- | ---- | ---------------------------- | ---------------------- |
| «Назад у майбутнє 3»               | 1990 | США                          | Роберт Земекіс         |
| «Марсіани повертаються додому»     | 1990 | США                          | Девід Оделл            |
| «Нові пригоди Білла і Теда»        | 1991 | США                          | Пітер Г'юїт            |
| «Зубастики 3»                      | 1991 | США                          | Крістін Пітерсон       |
| «Зубастики 4»                      | 1991 | США                          | Руперт Гарві           |
| «Старий Зет»                       | 1991 | Японія                       | Хіроюкі Кітакубо       |
| «Люба, я збільшив дитину»          | 1992 | США                          | Рендал Клайзер         |
| «Мама і тато рятують світ»         | 1992 | США                          | Ґреґ Бімен             |
| «Яйцеголові»                       | 1993 | США                          | Стів Беррон            |
| «Руйнівник»                        | 1993 | США                          | Марко Брамбілла        |
| «Диваки»                           | 1993 | США                          | Том Стерн Алекс Вінтер |
| «Напад 60-футових секс-бомб»       | 1995 | США                          | Фред Олен Рей          |
| «Танкістка»                        | 1995 | США                          | Рейчел Талалай         |
| «Марс атакує!»                     | 1996 | США                          | Тім Бертон             |
| «Я і мої клони»                    | 1996 | США                          | Гарольд Реміс          |
| «Таємничий науковий театр 3000»    | 1996 | США                          | Джим Меллон            |
| «Божевільний професор»             | 1996 | США                          | Том Шедьяк             |
| «Космічний джем»                   | 1996 | США                          | Джо Питка              |
| «Космічні далекобійники»           | 1996 | США Велика Британія Ірландія | Стюарт Гордон          |
| «П'ятий елемент»                   | 1997 | Франція                      | Люк Бессон             |
| «Флаббер»                          | 1997 | США                          | Лес Мейфілд            |
| «Люба, ми самі зменшилися»         | 1997 | США                          | Дін Канді              |
| «Лепрекон 4: У космосі»            | 1997 | США                          | Браян Тренчард-Сміт    |
| «Люди в чорному»                   | 1997 | США                          | Баррі Зонненфельд      |
| «Ракетник»                         | 1997 | США                          | Стюарт Гіллард         |
| «У пошуках галактики»              | 1999 | США                          | Дін Парізо             |
| «Маппети з космосу»                | 1999 | США                          | Тім Гілл               |
| «Мій улюблений марсіанин»          | 1999 | США                          | Дональд Петрі          |
| «Війни пальців: Примарна кутикула» | 1999 | США                          | Стів Оедекерк          |
| «Зенон: Дівчина 21 століття»       | 1999 | США                          | Кеннет Джонсон         |

### 2000-ні
| Назва                                                  | Рік  | Країна          | Режисер                       |
| ------------------------------------------------------ | ---- | --------------- | ----------------------------- |
| «Чувак, де моя машина?»                                | 2000 | США             | Денні Лейнер                  |
| «Божевільний професор 2»                               | 2000 | США             | Пітер Сігал                   |
| «Еволюція»                                             | 2001 | США             | Айван Райтман                 |
| «Джиммі Нейтрон: Геніальний хлопчик»                   | 2001 | США             | Джон Девіс                    |
| «Втрачений скелет Кадаври»                             | 2001 | США             | Ларрі Блеймер                 |
| «Зенон: Продовзення»                                   | 2001 | США             | Менні Кото                    |
| «Пригоди Плуто Неша»                                   | 2002 | США             | Рон Андервуд                  |
| «Ті, що зупинили час»                                  | 2002 | США             | Джонатан Фрейкс               |
| «Ліло і Стіч»                                          | 2002 | США             | Ден ДеБлуа Кріс Сандерс       |
| «Люди в чорному 2»                                     | 2002 | США             | Баррі Зонненфельд             |
| «Зенон: Зет 3»                                         | 2003 | США             | Стів Реш                      |
| «Ґ. О. Р. А.»                                          | 2004 | Туреччина       | Омер Фарук Сорак              |
| «Степфордські дружини»                                 | 2004 | США             | Френк Оз                      |
| «Курча Ціпа»                                           | 2005 | США             | Марк Діндал                   |
| «Диявольські історії»                                  | 2005 | США             | Брендон Кейн                  |
| «Автостопом по галактиці»                              | 2005 | США             | Гарт Дженнінгс                |
| «Чоловік з галасливим мозком»                          | 2005 | США             | Брюс Кемпбелл                 |
| «Зоряна руїна: На початку Пірка»                       | 2005 | Фінляндія       | Тімо Вуоренсола               |
| «Ачі і Сіпак: Вбивчий дует»                            | 2006 | Південна Корея  | Джо Беом-чжин                 |
| «Ідіократія»                                           | 2006 | США             | Майк Джадж                    |
| «Прибульці-нелегали»                                   | 2006 | США             | Девід Джанкола                |
| «Лерой і Стіч»                                         | 2006 | США             | Тоні Крейґ Бобз Ґаннавей      |
| «Плоскозем'я»                                          | 2007 | США             | Ледд Елінґер-мл.              |
| «Футурама: Велика оборудка Бендера»                    | 2007 | США             | Двейн Кері-Гілл               |
| «Aqua Teen Hunger Force Colon Movie Film for Theaters» | 2008 | США             | Метт Маєлларо Дейв Вілліс     |
| «Ріпо! Генетична опера»                                | 2008 | США             | Даррен Лінн Боузман           |
| «Знайомтесь: Дейв»                                     | 2008 | США             | Браян Роббінс                 |
| «Часті питання про подорожі в часі»                    | 2009 | Велика Британія | Гарет Каррівік                |
| «Космолузер»                                           | 2009 | Швеція          | Матс Ліндберґ Карл Остранд    |
| «Вторгнення»                                           | 2009 | Україна         | Артем Хакало Олександр Хакало |

### 2010-ті
| Назва                                  | Рік  | Країна          | Режисер                                  |
| -------------------------------------- | ---- | --------------- | ---------------------------------------- |
| «Машина часу в джакузі»                | 2010 | США             | Стів Пінк                                |
| «Чужі на районі»                       | 2011 | Велика Британія | Джо Корніш                               |
| «Прибулець Павло»                      | 2011 | США             | Ґреґ Моттола                             |
| «Історія Future Folk»                  | 2012 | США             | Джеремі Кіпп Вокер Джон Андерсон Мітчелл |
| «Люди в чорному 3»                     | 2012 | США             | Баррі Зонненфельд                        |
| «Кінець світу»                         | 2013 | США             | Едгар Райт                               |
| «Сага про гостя: Розквіт Лізардфрідля» | 2014 | Австрія         | Йоганнес Ґренцфуртнер                    |
| «Вартові галактики»                    | 2014 | США             | Джеймс Ґанн                              |
| «Космічна станція 76»                  | 2014 | США             | Джек Плотнік                             |
| «Людина-мураха»                        | 2015 | США             | Пейтон Рід                               |
| «Машина часу в джакузі 2»              | 2015 | США             | Стів Пінк                                |
| «Мисливці на привидів»                 | 2016 | США             | Пол Фіг                                  |
| «Вартові галактики 2»                  | 2017 | США             | Джеймс Ґанн                              |
| «Тор: Раґнарок»                        | 2017 | США             | Тайка Вайтіті                            |
| «Джеймс проти майбутнього себе»        | 2019 | США             | Джеремі Лалонд                           |

### 2020-ті
| Назва                                   | Рік  | Країна | Режисер                |
| --------------------------------------- | ---- | ------ | ---------------------- |
| «Білл і Тед»                            | 2020 | США    | Дін Парізо             |
| «Друг Світу»                            | 2020 | США    | Браян Патрік Батлер    |
| «Зависнути у Палм-Спрінгс»              | 2020 | США    | Макс Барбаков          |
| «Мисливці на привидів: З того світу»    | 2021 | США    | Джейсон Райтман        |
| «Космічний джем: Нове покоління»        | 2021 | США    | Малкольм Д. Лі         |
| «Неназвана симуляція Землі 64»          | 2021 | Швеція | Джонатан Вільгельмссон |
| «Тор: Любов і грім»                     | 2022 | США    | Тайка Вайтіті          |
| «Вартові галактики 3»                   | 2023 | США    | Джеймс Ґанн            |
| «Мисливці на привидів: Крижана імперія» | 2024 | США    | Ґіл Кінан              |